# 連合国軍動静公表事件
連合国軍動静公表事件（れんごうこくぐんどうせいこうひょうじけん）は、連合国軍占領下の日本で占領目的阻害行為処罰令（政令325号）違反とされた事件（およびその刑事訴訟）。刑事訴訟では、処罰令の合憲性や、日本の主権回復（占領の終了）後における扱いが争点となった。

## 経過
1951年1月に神奈川県の男性Xが日本共産党中央委員会名義の「平和の為に愛国者諸君に訴う」と題した連合国軍の動静を公表する内容のビラを配布した。このことが政令325号違反に問われて一審と二審（1951年10月25日）で懲役3か月の有罪を言い渡され、被告は上告した。
1953年12月16日に最高裁判所大法廷は平和のこえ事件と同様に、政令325号及び「言論及び新聞の自由に関する覚書」を「憲法外における法的効力を有するもの」としつつ、占領終了後の占領法規の位置づけについては以下のような見解に分かれた。
1. 政令325号は平和条約発効とともに失効したから、政令325号違反事件は犯罪後の法令により、刑が廃止された場合にあたるとして免訴とする全面的違憲免訴の立場（真野毅、小谷勝重、島保、藤田八郎、谷村唯一郎、入江俊郎の意見）
2. その政令に内実をなす最高司令官の指令を検討し、違憲であれば免訴になるとする一部免訴説の立場（井上登、河村又介、小林俊三の意見）
3. 「言論及び新聞の自由に関する覚書」は日本国憲法第21条に違反しないが、本件下級審判決は罪とならない事実で有罪とした法令解釈適用があり、有罪判決を破棄して無罪判決を言い渡すべきとする無罪説の立場（栗山茂の意見）
4. 刑事訴訟法第411条第5号は刑罰廃止の国家意思が発言された場合を指すものと解し、本件にはそれがないとして有罪判決を維持して上告棄却とする有罪説の立場（田中耕太郎、霜山精一、斎藤悠輔、本村善太郎の意見）

本件については15人中9人が1及び2の立場を取ったことでXに免訴判決が言い渡された。